# Claudia Sheinbaum
Claudia Sheinbaum Pardo (Mexikóváros, 1962. június 24. –) mexikói fizikus és politikus. A 2024-es elnökválasztáson ő lett az első nő, akit országa elnökévé választottak. 

## Élete
1989-ben társalapítója a Demokratikus Forradalom Pártjának (PRD). 2014-ben otthagyta a pártot, és csatlakozott a Nemzeti Újjászületési Mozgalomhoz (Morena).
2000 decemberétől Mexikóváros környezetvédelmi minisztere volt, miután 2000 novemberében Mexikóváros szövetségi államnak akkori kormányfőjének, Andrés Manuel López Obradornak a kabinetjébe nevezték ki. Mandátuma 2006 májusában járt le. Ezután átmenetileg visszatért a tudományhoz.

## Családja
Sheinbaum zsidó családban született Mexikóvárosban. Az apja askenázi szülei az 1920-as években Litvániából Mexikóvárosba emigráltak, az anyja szefárd szülei az 1940-es évek elején Szófiából emigráltak oda, hogy elkerüljék a holokausztot. Mindkét szülője tudós.
1986-ban ismerkedett meg Carlos Ímaz Gispert politikussal, akivel 1987 és 2016 között volt házas. Lánya Mariana Imaz Sheinbaum filozófus, 1988-ban született.

## Fordítás
- Ez a szócikk részben vagy egészben  a   Claudia Sheinbaum című német Wikipédia-szócikk fordításán alapul.  Az eredeti cikk szerkesztőit annak laptörténete sorolja fel. Ez a jelzés csupán a megfogalmazás eredetét és a szerzői jogokat jelzi, nem szolgál a cikkben szereplő információk forrásmegjelöléseként.